# قائمة أسماء الأماكن العربية
تشمل قائمة أسماء الأماكن العربية:
- الأماكن في التاريخ العربي والأسماء التي أطلقت عليها.
- الأماكن التي ولد اسمها من اللغة العربية.
- الأماكن التي أسمها الرسمي اسم عربي.

جميع الأسماء سميت بالعربية الفصحى، وأغلبها يستخدم إلى الوقت الحاضر لكن منها ما تغير جزءٌ منه أو تغير نطقه بما يتناسب مع اللهجات المحلية الحديثة.

## أ
- أبّذة العرب، إسبانيا
- أبوظبي، الإمارات
- أبو غريب، العراق
- أبو قير، مصر
- الأحساء، السعودية
- الأحواز، إيران
- أخشونبة، البرتغال
- أخميم، مصر
- إريتريا
- الأردن
- أركوش، إسبانيا
- أرنيط، إسبانيا
- أريحا، فلسطين
- أريولة، إسبانيا
- أكاكوس، ليبيا

## ز
- زنجبار، تنزانيا
- الزقازيق، مصر
- زوارة، ليبيا
- الزويرات، موريتانيا

## ظ
- ظفار، عمان
- الظهران، السعودية

## غ
- الغردقة، مصر
- غرناطة، إسبانيا
- غزة، فلسطين

## ف
- فاس، المغرب
- الفجيرة، الإمارات
- فلسطين
- الفلوجة، العراق

## ي
- يابرة، البرتغال
- يافا، فلسطين
- يبنة، فلسطين
- اليسانة، إسبانيا
- اليمن
- ينبع البحر، السعودية